# Ботево (Врачанская область)
Ботево (болг. Ботево) — село в Болгарии. Находится в Врачанской области, входит в общину Хайредин. Население составляет 76 человек.

## Политическая ситуация
Кмет (мэр) общины Хайредин — Радослав Тодоров Стойков (Болгарская социалистическая партия (БСП)) по результатам выборов.